# 대한민국의 공동체라디오 방송국
대한민국의 공동체라디오 방송국은 대한민국의 특정 소규모 지역을 권역으로 하여 FM 라디오 방송 프로그램을 송출하는 방송국을 뜻한다. 송신 출력은 모든 소출력 FM 라디오 방송국 공통으로 10W이며, 송신소로부터 반경 평균 약 5km내의 지점에서 청취가 가능 한 것이 특징이다. 대학 교내 라디오 방송 목적으로 처음 등장한 1950년대이래 1993년 대전 엑스포 등의 행사에서도 장내를 중심으로 한시적으로 운영된 적이 있었으나, 현재와 같은 소출력 FM 라디오 방송의 바탕이 된 것은 2002년 한일 월드컵 기간 동안 장내 안내방송 목적으로 서비스 한 방송이다. 이후 이를 바탕으로 관계 부처의 여러 협의를 거쳐 단순 안내 서비스형보다는 본격적인 지역 밀착형의 소출력 FM 라디오 방송을 운용하는 것으로 가닥이 잡혀 2005년부터 시험적으로 방송이 시작되었으며, 2009년에 시험 방송을 시행했던 방송국 들이 정식 허가를 받았다.

## 특징
현행 법 상으로는 공동체라디오 방송을 포함한 소출력 FM 방송의 경우, 최대 출력이 10W 이하로 제한되어 있다. 현재 각 지역의 소출력 FM 방송국의 출력은 시범방송 시행이래 현재까지 모두 1W로, 이 정도의 출력은 활개지 지역의 경우 송신소로부터 반경 약 5km, 도시 지역의 경우 약 1~2km 정도를 가청권으로 할 수 있다. 예를 들어 마포구를 권역으로 하는 마포FM의 경우, 송신소가 있는 와우산을 중심으로 신촌로터리, 홍대입구역 부근까지를 가청권으로 하고 있다.
또한 편성은 지역 밀착형 방송이라는 취지에 맞게 시청자가 직접 참여하는 프로그램을 주당 최소 200분 이상 실시하도록 규정되어 있다. 또한 뉴스 제작 등의 보도 편성은 제한되어 있으나, 정보 프로그램의 형식으로 타 언론매체에서 뉴스를 제공 받을 수는 있다. 운영재원 마련은 시범방송 시행 당초에는 우선 방송발전기금에서 일부를 지원하며, 상업 광고방송은 허용하지 않았다. 또한 협찬에 의한 수입은 전체 수입의 50% 미만에서만 허용되며, 방송발전기금을 제외한 기타 단체의 지원도 전체 수입의 50% 미만에서만 가능한 것이 특징이었다. 그러나 2006년 말에 방송발전기금을 중단하고 광고 수입을 허용 안을 포함한 방송법이 개정되어 현재는 광고방송이 가능해졌다. 하지만 비영리적인 공익방송의 정체성이 흔들려 '지역공동체 방송'이라는 의미가 사라질 수도 있다는 일부의 의견도 제기되었다.

## 방송국
2022년 12월 16일에 기준으로 공동체라디오 방송국의 지역별 현황은 다음과 같다. 모두 2005년 5월 16일에 출범한 '한국 커뮤니티 라디오 방송 협의회' 가맹국으로, 정기적이지 않고 한시적으로 운영한 경우는 제외한다.

### 현재 존재하는 방송국
- 관악FM - 서울특별시 관악구 일원 : 2005년 ~ 현재
- 마포공동체라디오 - 서울특별시 마포구 일원 : 2005년 ~ 현재
- 성남FM - 경기도 성남시 분당구 일원 : 2005년 ~ 현재
- 금강FM - 충청남도 공주시, 세종시 일원 : 2005년 ~ 현재
- 성서공동체FM - 대구광역시 달서구 일원 : 2005년 ~ 현재
- 영주FM - 경상북도 영주시 일원 : 2005년 ~ 현재
- 광주시민방송 - 광주광역시 일원 : 2005년 ~ 현재
- 옥천FM - 충청북도 옥천군 일원 : 2021년 ~ 현재
- 남해FM - 경상남도 남해군 일원 : 2022년 ~ 현재
- 세종FM - 세종특별자치시 일원 : 2022년 ~ 현재
- 성주FM - 경상북도 성주군 일원 : 2022년 ~ 현재
- GBS 고려방송 - 광주광역시 광산구 일원 (93.5Mhz) : 2022년 ~ 현재
- 연제FM - 부산광역시 연제구 일원 : 2023년 ~ 현재
- 대전생활문화방송 - 대전광역시 서구 일원 : 2022년 ~ 현재
- 순천미디어네트워크 - 전라남도 순천시 일원 : 2022년 ~ 현재
- 한국문화나눔사회적협동조합 - 경상북도 상주시 일원 : 2022년 ~ 현재
- 인천FM - 인천광역시 서구 일원 : 2022년 ~ 현재
- GO구리FM - 경기도 구리시 일원 : 2022년 ~ 현재
- 전주공동체라디오 - 전북특별자치도 전주시 일원 : 2024년 ~ 현재
- 공동체라디오태백FM - 강원특별자치도 태백시 일원 : 2023년 ~ 현재
- 연수공동체FM - 인천광역시 연수구 일원 : 2022년 ~ 현재
- 화성FM - 경기도 화성시 일원 : 2022년 ~ 현재
- 수원FM - 경기도 수원시 일원 : 2023년 ~ 현재
- 서대문마을공동체라디오 - 서울특별시 서대문구 일원 : 2023년 ~ 현재
- 단원FM - 경기도 안산시 일원 : 2023년 ~ 현재
- 영월FM공동체라디오 - 강원특별자치도 영월군 일원 : 2023년 ~ 현재
- 와글사회적협동조합 - 대구광역시 동구 일원 : 2024년 ~ 현재

### 과거 존재했던 방송국
- 나주방송 - 전라남도 나주시 일원 : 2005년 ~ 2009년
- 풍정라디오 - 경상북도 예천군 개포면 일원 : 2018년 ~ 2020년
- 고려FM - 광주광역시 광산구 일원 (102.1Mhz) : 2016년 ~ 2022년

## 역사
여기서는 현재와 같은 소출력 FM 라디오 방송 체제를 갖추게 된 2000년대 이후를 중심으로 서술한다. 대한민국의 소출력 FM 라디오 방송의 시초는 1950년대 서울 시내에 위치한 연세대학교, 경희대학교, 중앙대학교 등의 대학 교내 라디오 방송국을 허가하여 운영한 것으로, 이 방송은 1970년대에 폐지되었으며 이후 1993년 대전 엑스포 기간 동안에도 한시적으로 엑스포 회장을 중심으로 소출력 FM 라디오 방송을 운영하기도 하였다.

### 도입 배경
소출력 FM 라디오 방송의 도입과 관련된 구상이 나오기 시작한 것은 2000년 9월 18일, 당시 정보통신부가 소출력 FM 라디오 방송의 도입을 전격 추진하기로 밝히면서 부터이다. 이 당시 소출력 FM 라디오 방송은 현재의 지역 밀착형이라기 보다는 박물관, 관광지 등의 안내방송 개념이었으며, 박물관이나 관광지에서 상시 운영이 가능한 '상시적 안내방송'과 박람회나 국제행사 등의 기간에 한정적으로 운영하는 '한시적 안내방송'으로 구분하여 허가 할 것을 구상하고 있었다. 이러한 도입 배경이 나오게 된 것은 당시 2002년 한일 월드컵을 준비하던 월드컵조직위원회가 조속히 도입해야 한다고 건의 한 데 따른 것으로, 월드컵 경기가 열리는 경기장에 FM 라디오 방송 시설을 갖추고 2002년 월드컵 기간에는 관람객들에게 안내방송을 내보낼 예정이었다. 이를 토대로 정보통신부는 2001년 9월 ~ 10월 중에 시험 방송을 시행하여 문제점을 보완하고, 전파법과 방송법을 개정하여 공익성이 있는 곳에 한해 소출력 FM 라디오 방송을 허가해주기로 하였다. 그리고 같은 해 12월 20일에는 시험 방송 형태로 소출력 FM 라디오 방송을 연내에 허가 해 줄 것을 발표하였다. 구체적으로는 기본적으로 1개의 시설 및 행사에 대해 하나의 주파수만을 허가하기로 방침이 정해졌으나, 국가적인 행사를 위해 한시적으로 운용하는 경우 다수의 주파수에 대한 허가도 가능하기로 하였다. 이렇게 하여 월드컵 기간 동안에는 서울의 서울 월드컵 경기장과 울산의 울산 문수 축구경기장에서 각각 소출력 FM 라디오 방송을 운용하였으며, 관중들로부터 좋은 반응을 얻었다.

### 지역 밀착형의 방송 추진
2002년 한일 월드컵에서의 성공적인 소출력 FM 라디오 방송 서비스 제공 이후, 2004년 4월 28일에는 영상미디어센터가 세계 공동체 라디오 방송 연합의 스티브 버클리 회장을 초청하여 대한민국과 영국의 공동체 라디오 운동에 대한 토론회를 가졌다. 그리고 2004년 6월 9일, 방송위원회가 정보통신부와 함께 가진 제5차 방송통신정책협의회에서 소출력 FM 라디오 방송을 활성화하는 방안에 합의했다. 구체적으로는 활성화를 위해 가용주파수 등 기술적 사항을 함께 검토하고 신청 절차를 간소화하는 방안이 제시되었으며, 또한 방송위원회는 한시적인 소출력 FM 방송에는 48~92MHz 대역을, 상시 운영하는 소출력 FM 방송에는 48~108MHz의 대역을 부여하기로 하였다. 이후 6월 20일에는 본격적인 서비스 도입에 앞서 연말에 시범 서비스를 벌여 기술적, 제도적으로 타당한지에 대해 사전 검토할 계획임을 밝혔다.이후 9월 14일에 열린 방송위원회 전체 회의에서는 '비영리 지역밀착형 시범 사업 추진계획'을 확정하면서 본격적으로 지역밀착형의 소출력 FM 라디오 방송국 설립의 틀을 갖추게 되었다. 또한 수도권 지역 3곳, 비수도권 지역 2곳을 시범 사업자로 선정하여 운용하기로 하였다.

### 시범사업자 선정
방송위원회의 시범 사업자 선정 방침에 맞춰 여러 지역에서 소출력 FM 라디오 방송을 설립하기 위한 준비에 들어갔다. 대표적으로 경기도 성남시 분당구 지역에서는 방송인 정용석을 바탕으로 하여 '분당지역 소출력 방송국 설립위원회'가 발족하였으며, 2004년 10월 15일에 전국 가운데 가장 처음으로 방송위원회에 시범사업계획서를 제출하였다. 또한 서울특별시 마포구에서도 '마포연대'가 같은 날에 시범사업계획서를 제출하였다. 이렇게 여러 사업자와 지역 주민들이 소출력 FM 방송국 개국 준비 경쟁에 뛰어들었고, 방송위원회는 2004년 11월 16일, 전체 회의에서 서울특별시 관악구, 서울특별시 마포구, 경기도 성남시 분당구, 충청남도 공주시, 경상북도 영주시, 대구광역시 달서구, 광주광역시 북구, 전라남도 나주시의 8곳으로 소출력 FM 라디오 방송 시범사업자를 선정하였다. 또한 소출력 라디오방송의 조기정착 및 활성화를 위한 제도 개선 방안을 추가로 마련하기로 하였다. 더불어, 늦어도 2005년 3월까지는 개국 할 수 있도록 추진 기한을 부여하였다.

### 방송 개시
2005년 1월 14일, 경기도 성남시 분당구를 권역으로 하는 분당FM이 가장 먼저 정보통신부에 허가 신청을 냈다. 그러나 정보통신부가 방송위원회가 규정한 '지상파 방송국'이 아닌, '실용화 시험국'형식으로 방송 허가를 내주겠다는 입장을 취하면서 양 부처간의 갈등이 빚어져 개국이 늦어지게 되었다. 구체적으로 정보통신부는 1년동안 실용화 시험국으로 허가를 내어, 그 기간 동안 시험을 거쳐 정식 방송을 하는 것이 더 낫지 않겠냐며 입장을 밝혔고, 한 정통위 관계자는 '방송위가 기술적인 문제는 배제하고 공적 책임만 강조한다'며 방송위를 비판하기도 하였다. 이후, '허가는 지상파 방송국으로 내주되, 부관사항으로 기술 검사를 받도록 하는 방안'으로 의견이 좁혀지게 되었다. 결국 3월 16일 실무회의에서 일정 기간 동안 실용화 시험기간을 두고 기술 검토를 마치는 즉시 시범방송이 시작되도록 하고, 허가는 '지상파 방송국'으로 내는 것으로 합의되었다.  그리고 4월 3일, 정보통신부는 분당FM에 대해 준비 사업자 가운데 처음으로 '실용화 시험국'으로 허가하였다. 그리고 다음 날인 4월 4일 오후 2시부터 FM분당의 시험방송이 개시되었다.이후, 7월 28일 정보통신부는 8개 시범 사업자 가운데 처음으로 FM분당에 지상파 방송국 허가증을 교부하였다. 또한 8월 2일에는 대구의 성서공동체FM과 영주FM에 대해 추가로 지상파 방송국 허가증을 교부하였다. 그리고 2005년 8월 22일 정오, 전국에서 최초로 대구지역의 성서공동체FM이 정식으로 개국하였다.

## 같이 보기
- 정보통신부
- 방송통신위원회